# Rotkreuzplatz (métro de Munich)
Rotkreuzplatz (en allemand : U-Bahnhof Rotkreuzplatz) est une station de la ligne U1 du métro de Munich. dans le secteur de Neuhausen-Nymphenburg. Elle est située sous la Nymphenburger Straße, entre l'intersection avec la Wolkartstraße, au nord, et la Rotkreuzplatz au sud, dans le secteur Neuhausen-Nymphenburg, à Munich en Allemagne.
Mise en service en 1983, elle est desservie par les rames des lignes U1 et U7 qui est une ligne d'exploitation de renfort qui circule sur les lignes d'infrastructure UI, U2 et U5.

## Situation sur le réseau

Plan 2020 du métro.

Établie en souterrain, Rotkreuzplatz' est une station de passage de la ligne U1 du métro de Munich. Elle est située entre la station Gern, en direction du terminus nord Olympia-Einkaufszentrum, et la station Maillingerstraße, en direction du terminus sud Mangfallplatz,.
Elle dispose d'un quai central encadré par les deux voies de la ligne U1. Ces installations sont également desservies par les rames de renfort de la ligne U7 du métro de Munich,.

## Histoire
La station Rotkreuzplatz est mise en service le 28 mai 1983, lors de l'ouverture à l'exploitation du prolongement de Munich-Hauptbahnhof au terminus Rotkreuzplatz. La station est conçue de la même manière que Maillingerstraße et Stiglmaierplatz, mais n'a pas de supports. Les murs derrière la voie sont constitués de lamelles marron clair et blanches qui deviennent de plus en plus épaisses et plus minces dans le sens du départ. Comme dans les autres stations, le plafond est en lattes d'aluminium et le sol en dalles de pierre artificielle au motif des galets de l'Isar. Cependant, le plafond au-dessus des rails est en béton peint en noir et donc invisible.
Elle devient une station de passage le 24 mai 1998, lors de l'ouverture du prolongement suivant de Rotkreuzplatz à Westfriedhof.

## Services aux voyageurs

### Accès et accueil
Située en souterrain sur un axe nord-sud, la station dispose de 8 accès : trois au nord, reliés à une petite mezzanine et six au sud reliés à une plus grande mezzanine. Les circulations entre les niveaux sont équipés, d'escaliers fixes et mécaniques, un ascenseur situé au nord permet l'accès des personnes à la mobilité réduite. La station dispose d'un guichet et d'automates pour l'achat des titres de transport.

### Desserte
Rotkreuzplatz (U1/U7) est une station de passage de la ligne U1, desservie par toutes les rames de cette ligne. C'est également une station de passage de la ligne U7, qui fait circuler des rames de quatre voiture pendant les pics de fréquentation. Principalement le matin entre 7h et 9h et l'après-midi entre 15h et 19h, elle ne circule pas pendant les vacances scolaires.

Installations et desserte
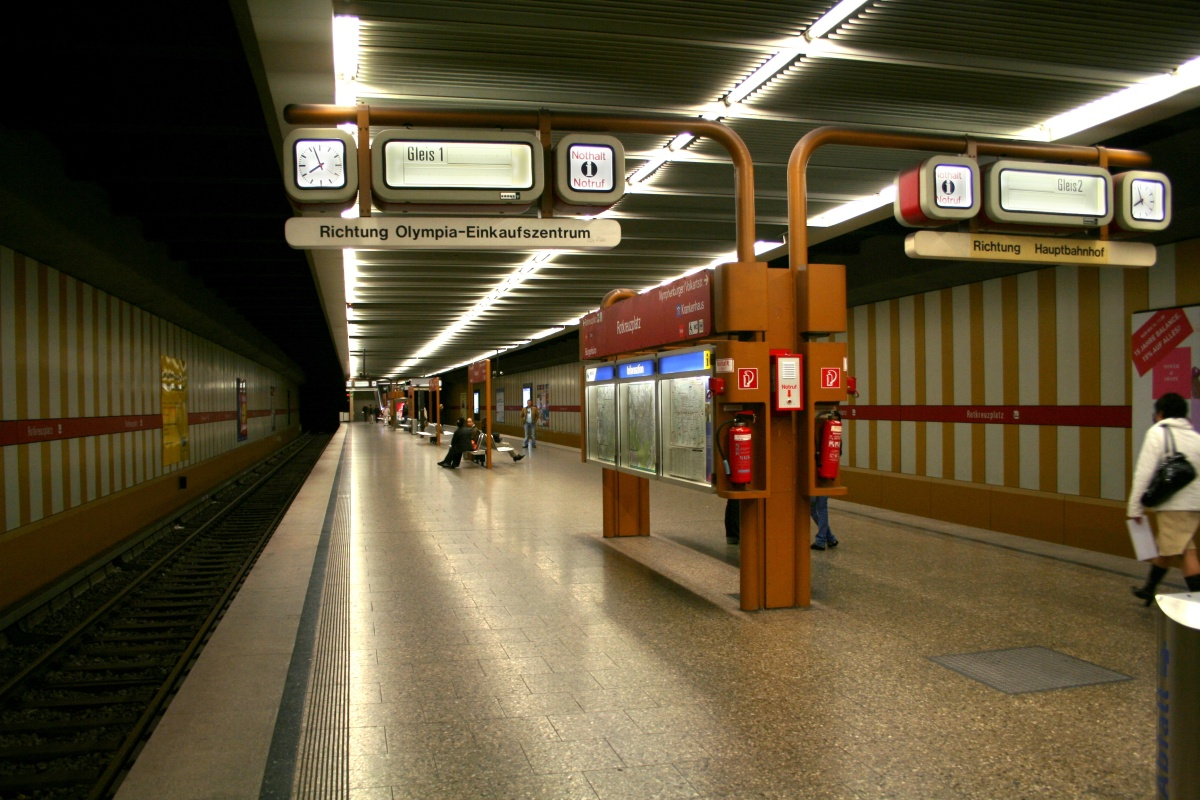
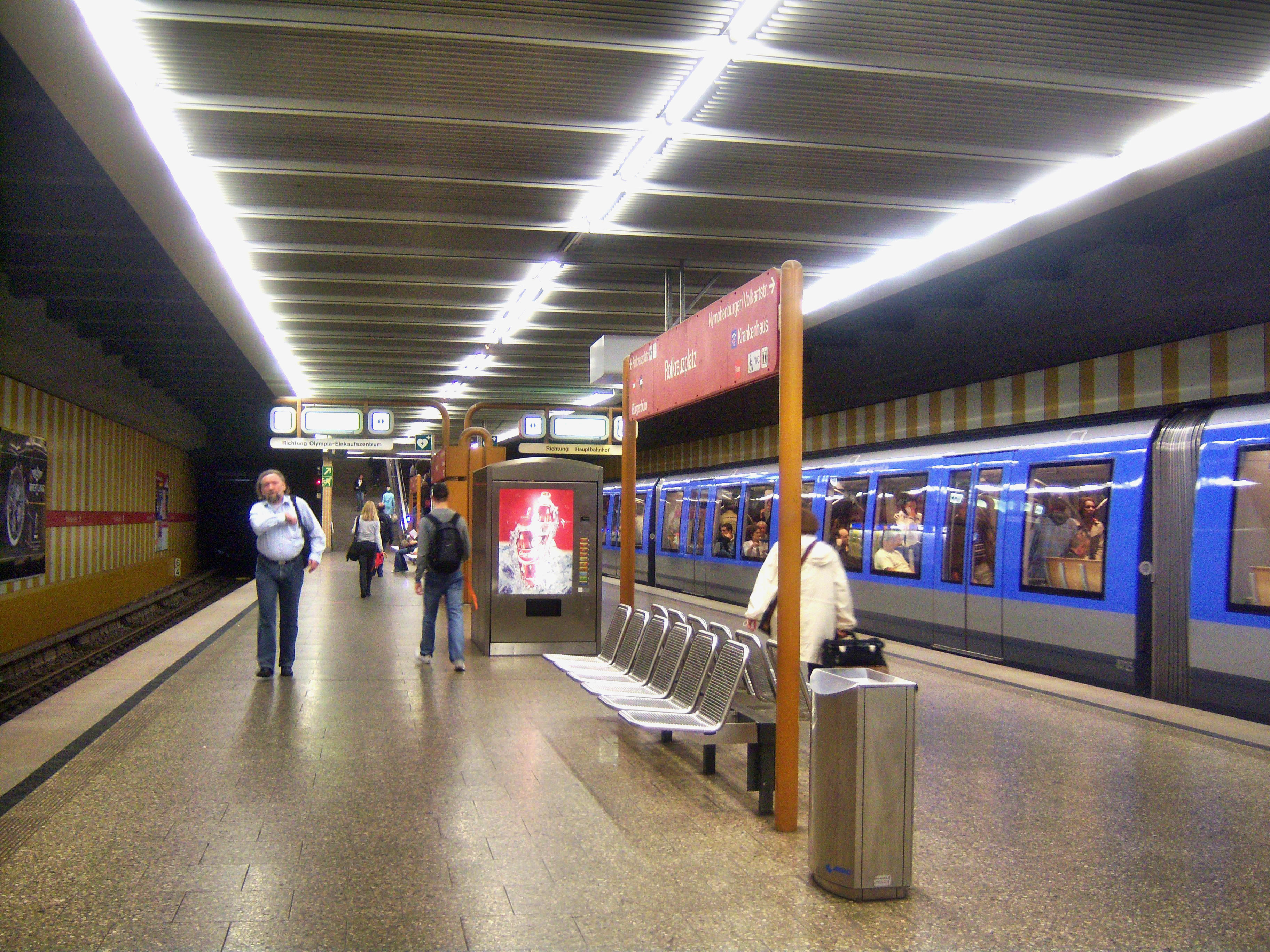

### Intermodalité
Des stations du tramway de Munich sont desservies par la ligne 12. Des arrêts de bus sont desservis par les lignes 53, 62, 63, 144, N43 et N44.